# Premio Kavli

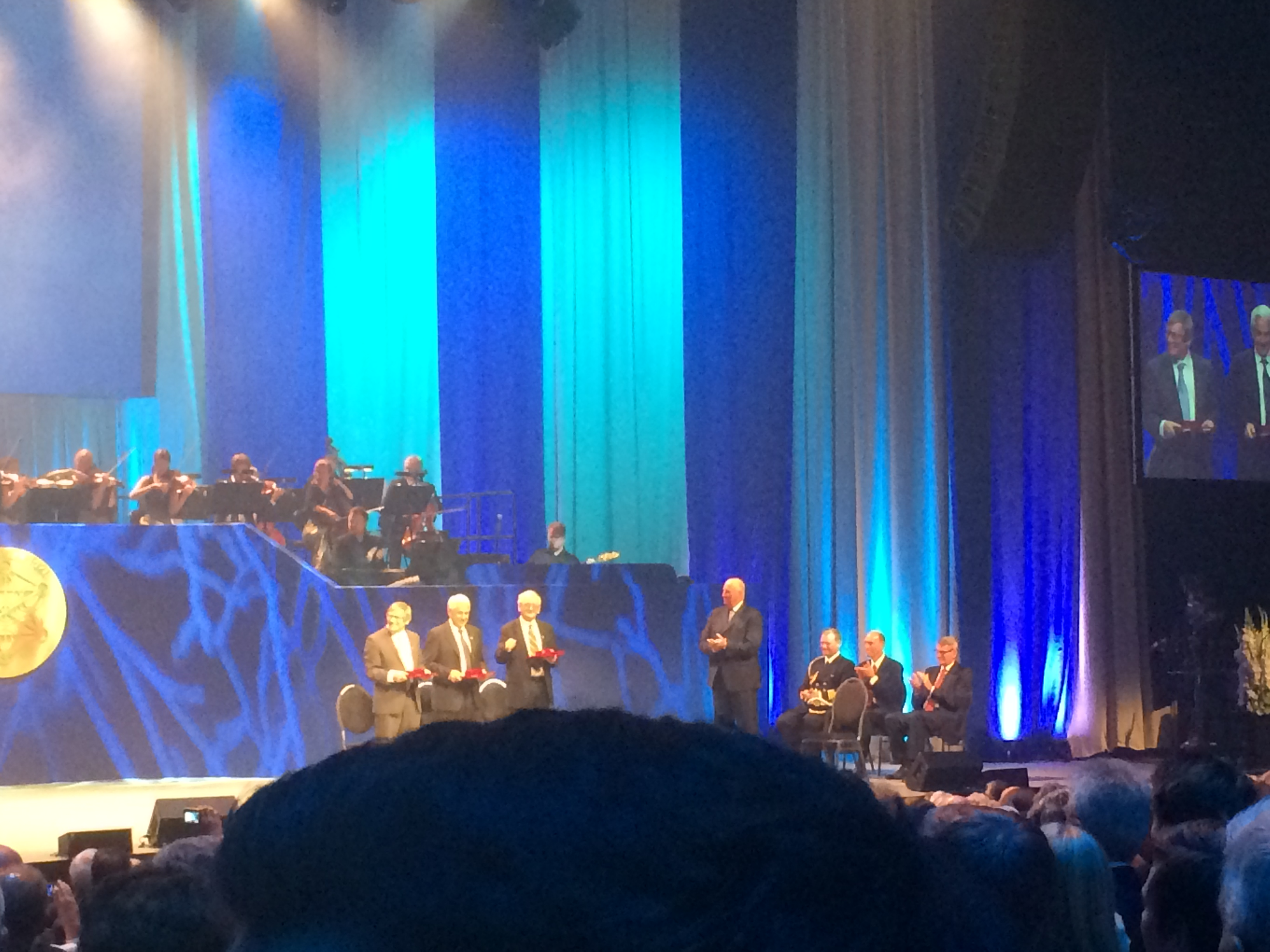
Consegna del Premio Kavli per l'astrofisica del 2014

Il premio Kavli (in norvegese Kavliprisen) è un premio che è stato istituito nel 2005 attraverso una collaborazione tra l'Accademia norvegese delle scienze e delle lettere, il Ministero norvegese dell'Istruzione e della Ricerca e la Fondazione Kavli.
L'obiettivo principale che il premio si prefigge, è quello di premiare e riconoscere gli scienziati per il loro lavoro e merito scientifico nei campi dell'astrofisica, delle nanoscienze e delle neuroscienze, assegnando tre premi internazionali ogni due anni. Il premio Kavli è stato assegnato per la prima volta ad Oslo, il 9 settembre 2008. I premi vengono consegnati dal principe di Norvegia
Haakon. Ciascuno dei tre premi Kavli che vengono assegnati consistono in una medaglia d'oro, una pergamena e un premio in denaro di 1000000 $. Il premio viene solitamente paragonato al Premio Nobel.

## Assegnatari

### Astrofisica
| Anno | Assegnatario | Assegnatario                 | Istituzione                                               | Paese                                           | Citazioni |
| ---- | ------------ | ---------------------------- | --------------------------------------------------------- | ----------------------------------------------- | --- |
| 2008 |              | Maarten Schmidt              | California Institute of Technology                        | Paesi Bassi (bandiera)                          | "per i contributi fondamentali per la comprensione della natura dei quasar" |
| 2008 |              | Donald Lynden-Bell           | Cambridge University                                      | Regno Unito (bandiera)                          | "per i contributi fondamentali per la comprensione della natura dei quasar" |
| 2010 |              | Jerry E. Nelson              | Lick Observatory, University of California, Santa Cruz    | Stati Uniti (bandiera)                          | "per i contributi allo sviluppo di telescopi giganti" |
| 2010 |              | Raymond N. Wilson            | European Southern Observatory, Garching                   | Regno Unito (bandiera)                          | "per i contributi allo sviluppo di telescopi giganti" |
| 2010 |              | James Roger Angel            | Steward Observatory, University of Arizona                | Stati Uniti (bandiera)                          | "per i contributi allo sviluppo di telescopi giganti" |
| 2012 |              | David C. Jewitt              | University of California Los Angeles                      | Regno Unito (bandiera) · Stati Uniti (bandiera) | "per aver scoperto e caratterizzato la Fascia di Kuiper e i suoi numerosi membri, opera che ha condotto ad un maggior avanzamento nella comprensione della storia del nostro sistema planetario"                   |
| 2012 |              | Jane X. Luu                  | Lincoln Laboratory, Massachusetts Institute of Technology | Vietnam (bandiera) · Stati Uniti (bandiera)     | "per aver scoperto e caratterizzato la Fascia di Kuiper e i suoi numerosi membri, opera che ha condotto ad un maggior avanzamento nella comprensione della storia del nostro sistema planetario"                   |
| 2012 |              | Michael E. Brown             | California Institute of Technology                        | Stati Uniti (bandiera)                          | "per aver scoperto e caratterizzato la Fascia di Kuiper e i suoi numerosi membri, opera che ha condotto ad un maggior avanzamento nella comprensione della storia del nostro sistema planetario"                   |
| 2014 |              | Alan H. Guth                 | Massachusetts Institute of Technology                     | Stati Uniti (bandiera)                          | "per aver aperto la strada alla teoria dell'ingrandimento cosmico" |
| 2014 |              | Andrei D. Linde              | Stanford University                                       | Russia (bandiera) · Stati Uniti (bandiera)      | "per aver aperto la strada alla teoria dell'ingrandimento cosmico" |
| 2014 |              | Alexei A. Starobinsky        | Landau Institute for Theoretical Physics                  | Russia (bandiera)                               | "per aver aperto la strada alla teoria dell'ingrandimento cosmico" |
| 2016 |              | Ronald W.P. Drever           | California Institute of Technology                        | Regno Unito (bandiera)                          | "per la diretta individuazione delle onde gravitazionali" |
| 2016 |              | Kip S. Thorne                | California Institute of Technology                        | Stati Uniti (bandiera)                          | "per la diretta individuazione delle onde gravitazionali" |
| 2016 |              | Rainer Weiss                 | Massachusetts Institute of Technology                     | Germania (bandiera) · Stati Uniti (bandiera)    | "per la diretta individuazione delle onde gravitazionali" |
| 2018 |              | Ewine van Dishoeck           | Università di Leida                                       | Paesi Bassi (bandiera)                          | "per il loro contributo combinato all'astrochimica osservativa, teorica e di laboratorio, elucidando il ciclo vitale delle nubi interstellari e la formazione di stelle e pianeti"                                 |
| 2020 |              | Andrew Fabian                | University of Cambridge                                   | Regno Unito (bandiera)                          | "la sua ricerca di base nel campo dell'astronomia osservativa dei raggi X, riguardante un'ampia gamma di argomenti dal flusso dei gas nei gruppi di galassie ai supermassicci buchi neri nel cuore delle galassie" |
| 2022 |              | Roger Ulrich                 | University of California, Los Angeles                     | Stati Uniti (bandiera)                          | "per il lavoro pioneristico e la guida nello sviluppo dell'elio- e astrosismologia" |
| 2022 |              | Jørgen Christensen-Dalsgaard | Università di Aarhus, Danimarca                           | Danimarca (bandiera)                            | "per il lavoro pioneristico e la guida nello sviluppo dell'elio- e astrosismologia" |
| 2022 |              | Conny Aerts                  | KU Leuven, Belgio                                         | Belgio (bandiera)                               | "per il lavoro pioneristico e la guida nello sviluppo dell'elio- e astrosismologia" |

### Nanoscienze
| Anno | Assegnatario | Assegnatario           | Instituzione                                    | Paese                                    | Citazioni |
| ---- | ------------ | ---------------------- | ----------------------------------------------- | ---------------------------------------- | --- |
| 2008 |              | Louis Brus             | Columbia University                             | Stati Uniti (bandiera)                   | "per l'ampia influenza nello sviluppo del campo delle nanoscienze, delle zero- e monodimensionali nanostrutture in fisica, chimica e biologia"                                                              |
| 2008 |              | Sumio Iijima           | Università Meiji                                | Giappone (bandiera)                      | "per l'ampia influenza nello sviluppo del campo delle nanoscienze, delle zero- e monodimensionali nanostrutture in fisica, chimica e biologia"                                                              |
| 2010 |              | Donald Eigler          | Almaden Valley, San José, California            | Stati Uniti (bandiera)                   | "per lo sviluppo di metodi senza precedenti per il controllo in materia di nanoscale" |
| 2010 |              | Nadrian C. Seeman      | New York University                             | Stati Uniti (bandiera)                   | "per lo sviluppo di metodi senza precedenti per il controllo in materia di nanoscale" |
| 2012 |              | Mildred S. Dresselhaus | Massachusetts Institute of Technology           | Stati Uniti (bandiera)                   | "per i cintributi pioneristici sullo studio dei fononi, delle interazioni degli elettrone-fonone e del trasporto termico nelle nanostrutture"                                                               |
| 2014 |              | Thomas W. Ebbesen      | Università di Strasburgo                        | Norvegia (bandiera) · Francia (bandiera) | "per i contributi trasformativi nel campo della nano-ottica che hanno smentito convinzioni da lungo consolidate circa le limitazioni dei limiti di risoluzione dei microscopi ottici e relative immagini".  |
| 2014 |              | Stefan W. Hell         | Max Planck Institute for Biophysical Chemistry  | Germania (bandiera)                      | "per i contributi trasformativi nel campo della nano-ottica che hanno smentito convinzioni da lungo consolidate circa le limitazioni dei limiti di risoluzione dei microscopi ottici e relative immagini".  |
| 2014 |              | John B. Pendry         | Imperial College London                         | Regno Unito (bandiera)                   | "per i contributi trasformativi nel campo della nano-ottica che hanno smentito convinzioni da lungo consolidate circa le limitazioni dei limiti di risoluzione dei microscopi ottici e relative immagini".  |
| 2016 |              | Gerd Binnig            | IBM Zurich Research Laboratory                  | Germania (bandiera)                      | "per l'invenzione e la realizzazione di microscopi atomici, una svolta nella tecnologia delle misurazioni e nanosculture che continua ad avere un impatto transformante sulle nanoscienze e nanotecnologie" |
| 2016 |              | Christoph Gerber       | University of Basel                             | Svizzera (bandiera)                      | "per l'invenzione e la realizzazione di microscopi atomici, una svolta nella tecnologia delle misurazioni e nanosculture che continua ad avere un impatto transformante sulle nanoscienze e nanotecnologie" |
| 2016 |              | Calvin Quate           | Stanford University                             | Stati Uniti (bandiera)                   | "per l'invenzione e la realizzazione di microscopi atomici, una svolta nella tecnologia delle misurazioni e nanosculture che continua ad avere un impatto transformante sulle nanoscienze e nanotecnologie" |
| 2018 |              | Emmanuelle Charpentier | Max Planck Institute for Infection Biology      | Francia (bandiera) · Germania (bandiera) | "per l'invenzione di CRISPR-Cas9, un preciso nanostrumento per editare il DNA, causando una rivoluzione in biologia, agricoltura e medicina"                                                                |
| 2018 |              | Jennifer Doudna        | University of California, Berkeley              | Stati Uniti (bandiera)                   | "per l'invenzione di CRISPR-Cas9, un preciso nanostrumento per editare il DNA, causando una rivoluzione in biologia, agricoltura e medicina"                                                                |
| 2018 |              | Virginijus Šikšnys     | Università di Vilnius                           | Lituania (bandiera)                      | "per l'invenzione di CRISPR-Cas9, un preciso nanostrumento per editare il DNA, causando una rivoluzione in biologia, agricoltura e medicina"                                                                |
| 2020 |              | Harald Rose            | Università di Ulma                              | Germania (bandiera)                      | "per la risoluzione sub-ångström di immagini e analisi chimica usando fasci di elettroni" |
| 2020 |              | Maximilian Haider      | CEOS GmbH                                       | Austria (bandiera)                       | "per la risoluzione sub-ångström di immagini e analisi chimica usando fasci di elettroni" |
| 2020 |              | Knut Urban             | Forschungszentrum Jülich                        | Germania (bandiera)                      | "per la risoluzione sub-ångström di immagini e analisi chimica usando fasci di elettroni" |
| 2020 |              | Ondrej Krivanek        | Nion Co                                         | Regno Unito (bandiera)                   | "per la risoluzione sub-ångström di immagini e analisi chimica usando fasci di elettroni" |
| 2022 |              | Jacob Sagiv            | Weizmann Institute of Science, Israele          | Israele (bandiera)                       | "per monostrati auto-assemblati (SAM) su solidi substrati; rivestimento molecolare ricoprente per il controllo delle proprietà di superfici"                                                                |
| 2022 |              | Ralph Nuzzo            | Università dell'Illinois - Urbana-Champaign, US | Stati Uniti (bandiera)                   | "per monostrati auto-assemblati (SAM) su solidi substrati; rivestimento molecolare ricoprente per il controllo delle proprietà di superfici"                                                                |
| 2022 |              | David Allara           | Università statale della Pennsylvania, US       | Stati Uniti (bandiera)                   | "per monostrati auto-assemblati (SAM) su solidi substrati; rivestimento molecolare ricoprente per il controllo delle proprietà di superfici"                                                                |
| 2022 |              | George M. Whitesides   | Università di Harvard, US                       | Stati Uniti (bandiera)                   | "per monostrati auto-assemblati (SAM) su solidi substrati; rivestimento molecolare ricoprente per il controllo delle proprietà di superfici"                                                                |

### Neuroscienze
| Anno | Assegnatario | Assegnatario               | Istituzione                                                     | Paese                                           | Citazioni |
| ---- | ------------ | -------------------------- | --------------------------------------------------------------- | ----------------------------------------------- | --- |
| 2008 |              | Sten Grillner              | Karolinska Institute                                            | Svezia (bandiera)                               | "per le scoperte sulla logica dello sviluppo e delle funzioni dei circuiti neuronici"                          |
| 2008 |              | Thomas Jessell             | Columbia University                                             | Regno Unito (bandiera) · Stati Uniti (bandiera) | "per le scoperte sulla logica dello sviluppo e delle funzioni dei circuiti neuronici"                          |
| 2008 |              | Pasko Rakic                | Yale School of Medicine                                         | Serbia (bandiera) · Stati Uniti (bandiera)      | "per le scoperte sulla logica dello sviluppo e delle funzioni dei circuiti neuronici"                          |
| 2010 |              | Richard H. Scheller        | Genentech, South San Francisco, California                      | Stati Uniti (bandiera)                          | "per aver scoperto le basi molecolari del rilascio di neurotransmettitori"                                     |
| 2010 |              | Thomas C. Südhof           | Stanford University School of Medicine                          | Germania (bandiera)                             | "per aver scoperto le basi molecolari del rilascio di neurotransmettitori"                                     |
| 2010 |              | James E. Rothman           | Yale University                                                 | Stati Uniti (bandiera)                          | "per aver scoperto le basi molecolari del rilascio di neurotransmettitori"                                     |
| 2012 |              | Cornelia Isabella Bargmann | Rockefeller University                                          | Stati Uniti (bandiera)                          | "per aver elucidato i meccanismi neuronali di base sottostanti le percezioni e le decisioni"                   |
| 2012 |              | Winfried Denk              | Max Planck Institute for Medical Research                       | Germania (bandiera)                             | "per aver elucidato i meccanismi neuronali di base sottostanti le percezioni e le decisioni"                   |
| 2012 |              | Ann M. Graybiel            | Massachusetts Institute of Technology                           | Stati Uniti (bandiera)                          | "per aver elucidato i meccanismi neuronali di base sottostanti le percezioni e le decisioni"                   |
| 2014 |              | Brenda Milner              | Montreal Neurological Institute, McGill University              | Canada (bandiera)                               | "per la scoperta di reti cerebrali specializzate sulla memoria e sulla cognizione"                             |
| 2014 |              | John O’Keefe               | University College London                                       | Regno Unito (bandiera)                          | "per la scoperta di reti cerebrali specializzate sulla memoria e sulla cognizione"                             |
| 2014 |              | Marcus E. Raichle          | Washington University in St. Louis                              | Stati Uniti (bandiera)                          | "per la scoperta di reti cerebrali specializzate sulla memoria e sulla cognizione"                             |
| 2016 |              | Eve Marder                 | Brandeis University                                             | Stati Uniti (bandiera)                          | "per la scoperta di meccanismi che consentono esperienze e attività neuronali rimodellanti funzioni cerebrali" |
| 2016 |              | Michael M. Merzenich       | University of California, San Francisco                         | Stati Uniti (bandiera)                          | "per la scoperta di meccanismi che consentono esperienze e attività neuronali rimodellanti funzioni cerebrali" |
| 2016 |              | Carla J. Shatz             | Stanford University                                             | Stati Uniti (bandiera)                          | "per la scoperta di meccanismi che consentono esperienze e attività neuronali rimodellanti funzioni cerebrali" |
| 2018 |              | A. James Hudspeth          | Rockefeller University                                          | Stati Uniti (bandiera)                          | "per le scoperte scientifiche sui meccanismi molecolari e neuronali dell'udito"                                |
| 2018 |              | Robert Fettiplace          | University of Wisconsin–Madison                                 | Regno Unito (bandiera) · Stati Uniti (bandiera) | "per le scoperte scientifiche sui meccanismi molecolari e neuronali dell'udito"                                |
| 2018 |              | Christine Petit            | Collège de France                                               | Francia (bandiera)                              | "per le scoperte scientifiche sui meccanismi molecolari e neuronali dell'udito"                                |
| 2020 |              | David Julius               | University of California, San Francisco                         | Stati Uniti (bandiera)                          | "per le loro scoperte trasformative di recettori di temperatura e pressiore".                                  |
| 2020 |              | Ardem Patapoutian          | Scripps Research Institute e Howard Hughes Medical Investigator | Libano (bandiera) · Stati Uniti (bandiera)      | "per le loro scoperte trasformative di recettori di temperatura e pressiore".                                  |
| 2022 |              | Jean-Louis Mandel          | Università di Strasburgo, Francia                               | Francia (bandiera)                              | "per le scoperte pionieristiche di geni sottostanti a una gamma di malfunzionamenti cerebrali"                 |
| 2022 |              | Harry T. Orr               | University of Minnesota Medical School, US                      | Stati Uniti (bandiera)                          | "per le scoperte pionieristiche di geni sottostanti a una gamma di malfunzionamenti cerebrali"                 |
| 2022 |              | Huda Zoghbi                | Baylor College of Medicine, US                                  | Libano (bandiera) · Stati Uniti (bandiera)      | "per le scoperte pionieristiche di geni sottostanti a una gamma di malfunzionamenti cerebrali"                 |
| 2022 |              | Christopher A. Walsh       | Harvard Medical School, US                                      | Stati Uniti (bandiera)                          | "per le scoperte pionieristiche di geni sottostanti a una gamma di malfunzionamenti cerebrali"                 |